# Segolado
Segolados são palavras na língua hebraica cujo fim é a da forma CVCVC, onde a vogal recebe penúltima sílaba tônica. Tais palavras são chamadas de "segolados" porque a vogal final átona é tipicamente (mas não sempre) um segol. Estas palavras evoluíram a partir de antigas palavras cananeias e semíticas que terminavam com duas consoantes. Na verdade, quando um sufixo (que não seja um plural absoluto) é adicionado a um segolado, a vogal final desaparece, e a penúltima vogal sofre redução compensatória.

## Em hebraico
| *Antigo | Tiberiano | Tiberiano   | Origem | Origem | Significado                       |
| ------- | --------- | ----------- | ------ | ------ | --------------------------------- |
| *ʼarṥ   | אֶרֶץ/אָרֶץ   | ʼéreṣ/ʼāreṣ | אַרְצ-   | ʼarṣ-  | terra, região                     |
| *ʼurn   | אֹרֶן       | ʼōren       | אָרְנ-   | ʼorn-  | pinheiro                          |
| *baʻl   | בַּעַל/בָּעַל   | báʻal/bāʻal | בַּעֲל-   | baʻăl- | marido                            |
| *zarʻ   | זֶרַע/זָרַע   | zéraʻ/zāraʻ | זַרְע-   | zarʻ-  | semente                           |
| *yayn   | יַיִן/יָיִן   | yáyin/yāyin | יֵינ-   | yên-   | vinho                             |
| *malḥ   | מֶלַח/מָלַח   | mélaḥ/mālaḥ | מַלְח-   | malḥ-  | sal                               |
| *malk   | מֶלֶך/מָלֶך   | méleḵ/māleḵ | מַלְכּ-   | malk-  | rei                               |
| *kalb   | כֶּלֶב/כָּלֶב   | kéleḇ/kāleḇ | כַּלְבּ-   | kalb-  | cachorro                          |
| *laḥy   | לֶחִי/לָחִי   | léḥî/lāḥî   | לַחֲי-   | laḥăy- | bochecha, ferramenta de mandíbula |
| *ʻIbr   | עֵבֶר       | ʻĒḇer       | עִבְר-   | ʻIḇr-  | Éber                              |
| *ʻayn   | עַיִן/עָיִן   | ʻáyin/ʻāyin | עֵינ-   | ʻên-   | olho                              |
| *ṣadq   | צֶדֶק/צָדֶק   | ṣéḏeq/ṣāḏeq | צַדְק-   | ṣaḏq-  | justiça                           |

As antigas formas como *CawC (como šawr "touro") quase universalmente evoluiu para não segolados CôC (שׁוֹר šôr), embora existam exceções, como o nome próprio segolado דָּוִד Dāwiḏ (Davi), que evoluiu a partir do antigo *dawd. A mesma forma antiga evoluiu para a palavra hebraica דּוֹד dôḏ, que significa "tio" ou (poeticamente) "amado". O nome próprio também carrega este significado.

## Em árabe levantino
A língua árabe ainda permite palavras terminarem com duas consoantes, mas não o árabe levantino. Os dialetos levantinos inserem uma vogal final átona de uma forma semelhante como segolados hebraicos.
| Padrão    | Padrão       | Levantino      | Significado |
| --------- | ------------ | -------------- | ----------- |
| بئر السبع | Biʼr as-Sabʻ | Bíʼir as-Sábaʻ | Bersebá     |
| دمشق      | Dimašq       | Dimášaʼ        | Damasco     |
| طول كرم   | Ṭūl Karm     | Ṭūl Kárem      | Tulcarém    |
| القدس     | al-Quds      | al-ʼÚdus       | Jerusalém   |